# Nadine Laurent (sciatrice 2003)
Nadine Laurent (10 giugno 2003) è una fondista italiana.

## Biografia
Originaria  di Gressoney-Saint-Jean, Nadine Laurent, cresciuta tra le file dello Sci Club Monte Rosa, ha partecipato ai Mondiali juniores di Vuokatti 2021 (46ª nella 15 km, 38ª nella sprint), Zakopane/Lygnasæter 2022 (23ª nella 5 km, 4ª nella sprint, 8ª nella staffetta) e Whistler 2023, dove ha vinto la medaglia di bronzo nella staffetta mista e si è classificata 22ª nella 20 km, 12ª nella 20 km e 4ª nella sprint; ai Mondiali di Planica 2023, sua prima presenza iridata, si è piazzata 29ª nella sprint. Ha debuttato in Coppa del Mondo il 31 dicembre 2023 nella 10 km di Dobbiaco valida come tappa del Tour de Ski (64ª) e ai Mondiali di Trondheim 2025 è stata 34ª nella 10 km e 36ª nella sprint; non ha preso parte a rassegne olimpiche.

## Palmarès

### Mondiali juniores
- 2 medaglie:
  - 1 bronzo (staffetta mista a Whistler 2023)
  - 1 argento (staffetta mista a Schilpario 2025)

### Festival olimpico della gioventù europea
- 3 medaglie:
  - 1 argento (staffetta mista a Vuokatti 2022)
  - 2 bronzi (5 km, 7,5 km a Vuokatti 2022)

### Coppa del Mondo
- Miglior piazzamento in classifica generale: 178ª nel 2024